# Noble Automotive
Noble (Noble Automotive Ltd.) — британська автомобілебудівна компанія, що виробляє спортивні автомобілі.

## Історія
Компанія була заснована в 1999 році Лі Ноублом у Лідсі, Вест-Йоркшир, для виробництва високошвидкісних спортивних автомобілів із заднім центральним розташуванням двигуна. Лі Ноубл залишався головним дизайнером та керівником Noble з початку діяльності фірми. У серпні 2006 року він продав компанію. У серпні 2009 року стало відомо про створення нової автомобілебудівної компанії під назвою Fenix Automotive.
Основною моделлю Noble є спорткар Noble M600. Раніше вироблялися моделі Noble M10, Noble M12 та Noble M400. У Noble M12 і M400 однакові кузов і шасі, але різні двигуни, підвіски тощо. Кузова та шасі виготовляються для Noble в Порт-Елізабет (ПАР), компанією Hi-Tech Automotive. Після завершення процесу виготовлення готові кузов та шасі вирушають на фабрику Noble, де закінчується складання автомобіля.
2009 року Noble представила свою нову модель M600. Двигун BMW V8 об'ємом 4.4 літра з турбонаддувом, легкий корпус із вуглецевого волокна забезпечують автомобілю швидкість 362 км/год і дозволяє за деякими параметрами конкурувати з суперкарами таких виробників, як Ferrari та Porsche. Модель Noble M600 надійшла у продаж у середині 2010 року за ціною від 200 000 фунтів.
Noble M600 була протестована у 5 епізоді 14 сезону телепередачі Top Gear. Ведучий Джеремі Кларксон поскаржився на невелику кількість додаткових функцій в автомобілі, але разом із цим був вражений потужністю та прискоренням. На тестовому треку Top Gear Noble M600 зі Стігом за кермом показав час 1:17.7, слідом за Gumpert Apollo, Ascari A10 та Koenigsegg CCX.
У 2012 році компанія опинилася на межі банкрутства. Зараз Noble випускає автомобілі поштучно.